# 李校
李校（1474年—？），字彥甫，江西吉安府安福縣人，軍籍，明朝政治人物。

## 生平
弘治十四年（1501年）辛酉科江西鄉試第四十二名舉人。正德六年（1511年）中式辛未科會試第一百五十六名，登第三甲第九十五名進士。

## 家族
曾祖李志節；祖父李崇弁；父李讓，母彭氏。永感下。